# ترسکارسلا

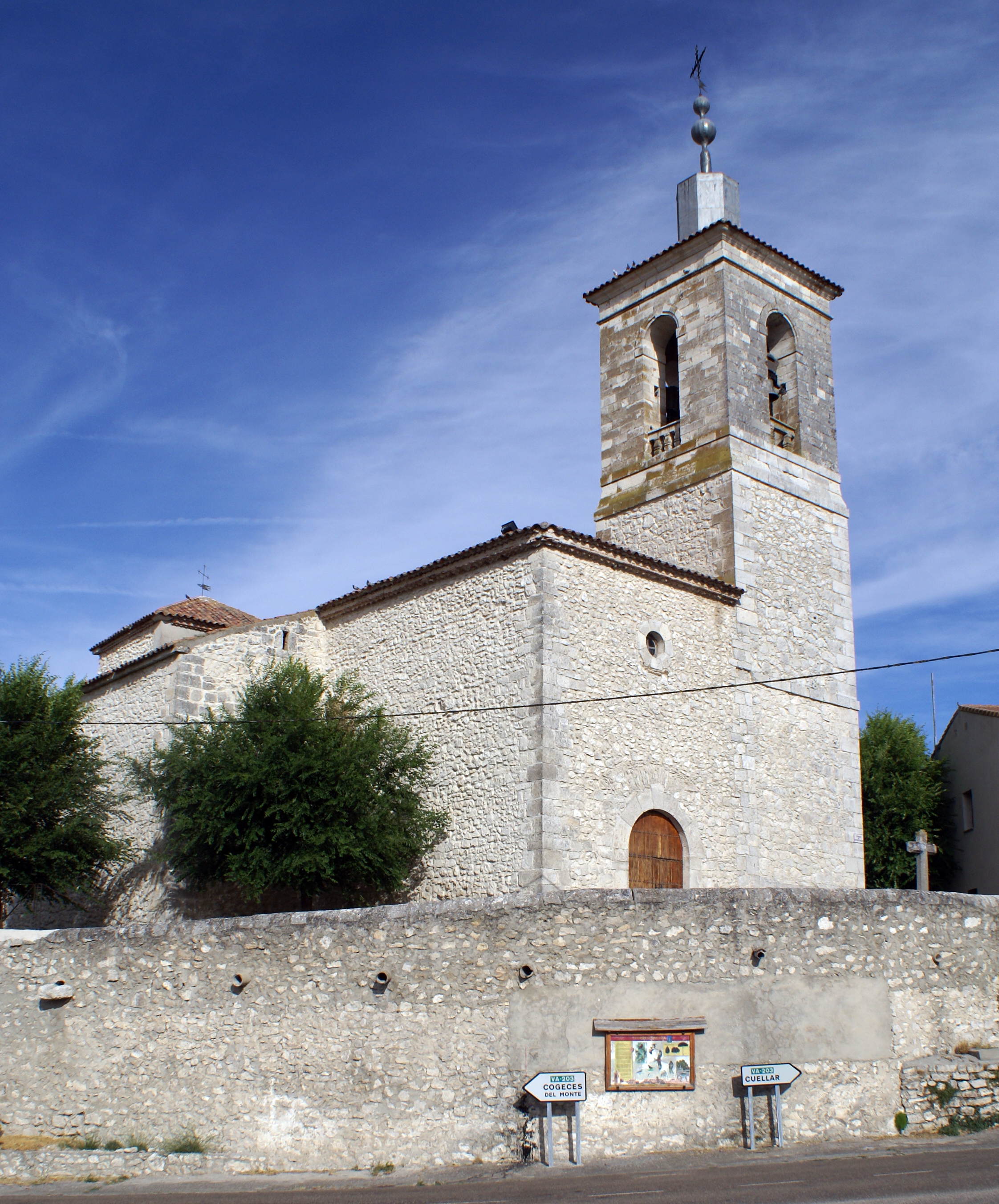
منطقه ای در اسپانیا

ترسکارسلا (به اسپانیایی: Torrescárcela) یک شهرستان در اسپانیا است که در استان وایادولید واقع شده‌است.